# Isabel Cabanillas de la Torre
Isabel Cabanillas de la Torre, née le 5 mai 1993 à Ciudad Juárez et morte dans la même ville le 18 janvier 2020, est une artiste, créatrice de vêtements et militante mexicaine.

## Biographie
De 2019 à 2020, elle est une membre active des Hijas de Su Maquilera Madre, qui défend le droit des femmes à la frontière mexicaine-américaine. Par son travail en tant que conceptrice, Elizabeth Cabanillas réclame la justice, les droits des femmes et des immigrants, la non militarisation et la défense de la terre.
En 2019, elle travaille avec le réseau féminin Observatorio Ciudadano de Justicia Especializado en Género (Bureau des femmes sur l'Observatoire spécialisé pour l'égalité des sexes), qui surveille le système de justice pénale et l'accès à la justice des femmes.
Le dimanche 19 janvier 2020, le corps de Isabel Cabanillas de la Torre est retrouvé criblé de balles à l’intersection des rues Inocente Ochoa et Franciesco I dans le centre de la ville de Juárez. L’incident se serait produit vers 3h du matin le samedi 18 janvier. Son meurtre laisse son fils de quatre ans orphelin. 
Le 25 janvier 2020, des centaines de femmes manifestent à la frontière mexicaine entre Ciudad Juárez et El Paso pour réclamer justice. Une nouvelle manifestation est organisée, le 31 janvier, au niveau du passage à niveau où elle a été assassinée. Depuis l’annonce de l’assassinat d’Isabel Cabanillas de Tores, de nombreux collectifs se sont mobilisés pour demander justice. C’est le cas du Réseau national des femmes défenseurs des droits humains (Red Nacional de Densoras de Derechos Humanos), du réseau « Mesa de Mujeres » et l’université autonome de Ciudad Juarez,,,.